# Silvia Toselli
Silvia Toselli (Varese, 18 novembre 1988) è un'ex calciatrice italiana, di ruolo centrocampista.

## Carriera
Dopo aver vestito la maglia delle giovanili del Bardolino Verona, Toselli viene aggregata alla prima squadra fin dalla stagione 2006-2007, inserita in rosa, pur senza essere impiegata, dal tecnico Renato Longega per la Supercoppa italiana 2006 vinta per 1-0 dalle avversarie del Fiammamonza. Per il debutto in Serie A deve attendere il 9 dicembre 2006, all'8ª giornata di campionato, sostituendo al 60' Cristiana Girelli nell'incontro vinto per 6-0 sul Porto Mantovano. Longega la impiega in soli altri tre incontri di campionato chiudendo la sua prima stagione festeggiando con le compagne il double campionato-Coppa Italia.

## Palmarès

### Club
- Campionato italiano: 3

Bardolino Verona: 2006-2007; 2007-2008; 2008-2009
- Coppa Italia: 2

Bardolino: 2005-2006; 2006-2007
- Supercoppa italiana: 2

Bardolino Verona: 2007; 2008